# Virginia Cavaliers
Virginia Cavaliers – nazwa drużyn sportowych University of Virginia w Charlottesville, biorących udział w akademickich rozgrywkach w Atlantic Coast Conference, organizowanych przez National Collegiate Athletic Association. 

## Sekcje sportowe uczelni

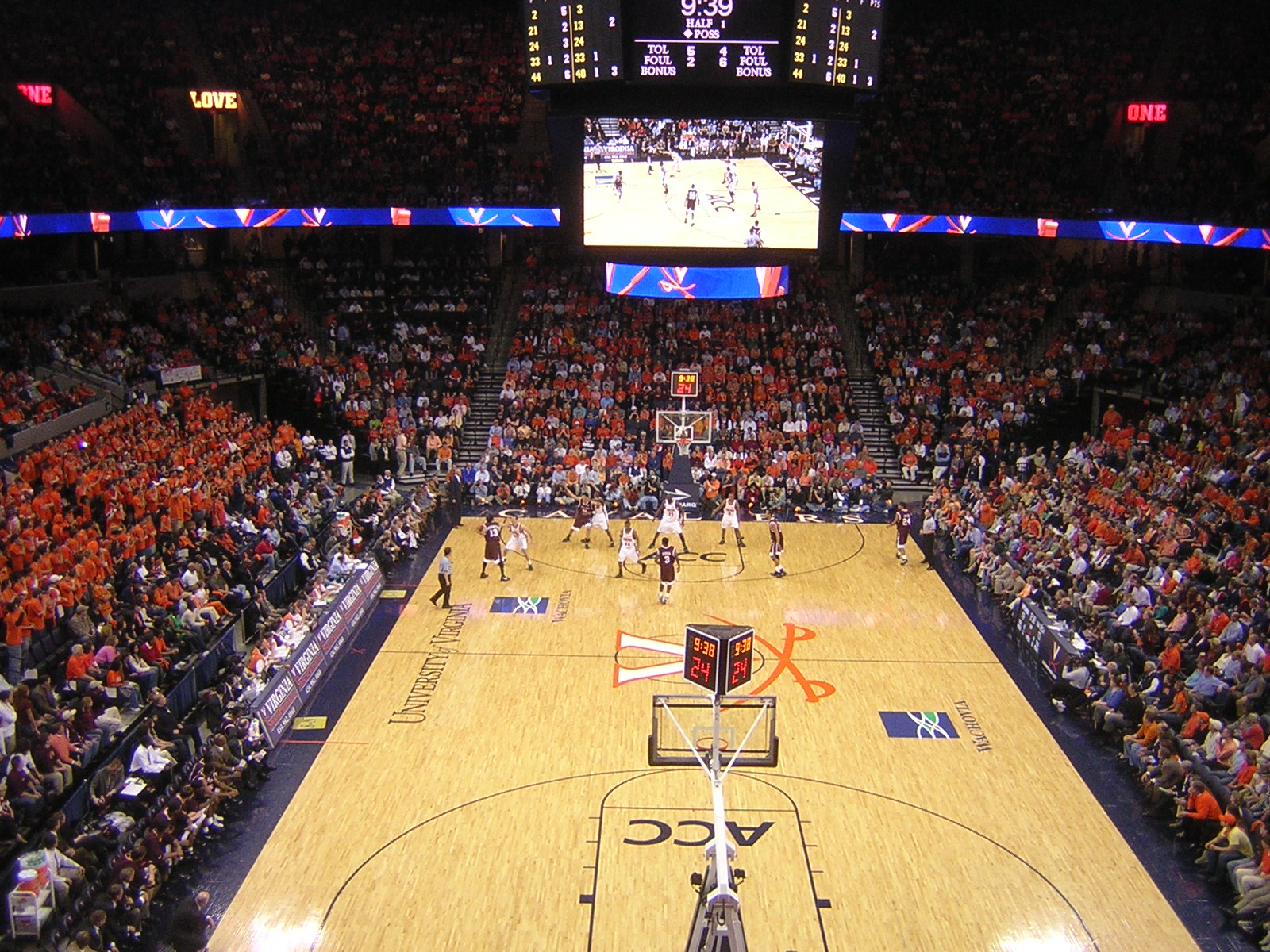
John Paul Jones Arena.

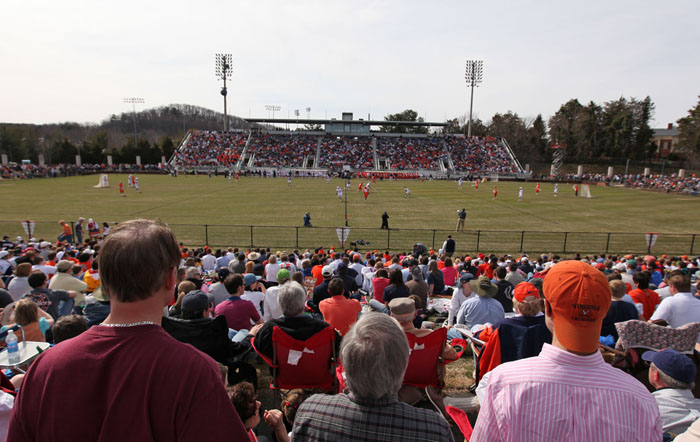
Klöckner Stadium.

| Mężczyźni - baseball (1) - bieg przełajowy - futbol amerykański - golf - koszykówka - lacrosse (5) - lekkoatletyka - piłka nożna (7) - pływanie - tenis (3) - zapasy | Kobiety - bieg przełajowy (2) - golf - hokej na trawie - koszykówka - lacrosse (3) - lekkoatletyka - piłka nożna - pływanie - siatkówka - softball - tenis - wioślarstwo (2) |

### Mistrzostwo NCAA sekcji nieistniejących
Mężczyźni
- boks (1)

W nawiasie podano liczbę tytułów mistrzowskich NCAA (stan na 17 lutego 2017)

## Obiekty sportowe
- Scott Stadium – stadion drużyny futbolowej o pojemności 61 500 miejsc[2]
- John Paul Jones Arena – hala sportowa o pojemności 15 219 miejsc, w której odbywają się mecze koszykówki[3]
- Davenport Field – stadion baseballowy o pojemności 5025 miejsc[4]
- Klöckner Stadium – stadion piłkarski, na którym odbywają się również mecze lacrosse, posiadający pojemność 8000 miejsc[5]